# Danio roseus
Danio roseus Fang & Kottelat, 2000 è un pesce osseo di acqua dolce appartenente alla famiglia Cyprinidae diffuso nel sud-est asiatico.

## Descrizione
Presenta un corpo compresso lateralmente, allungato e non molto alto, con la bocca rivolta verso l'alto. La colorazione è prevalentemente rosata, ma a volte sfuma verso il grigio. Si distingue dalla specie simile, Danio albolineatus, per la mancanza di striature sui fianchi. Un'altra caratteristica che lo distingue dagli altri pesci del genere Danio è il fatto che è dotato di due paia di barbigli piuttosto lunghi. Raggiunge i 3,7 cm; in genere le femmine sono più grandi dei maschi.

## Biologia

### Alimentazione
È prevalentemente insettivoro.

### Riproduzione
È oviparo e la fecondazione è esterna. Le uova vengono disperse nell'acqua e non vi sono cure verso di esse.

## Distribuzione e habitat
È diffuso in Laos, Thailandia e Myanmar negli affluenti del Mekong; raramente lo si trova nel corso principale. Predilige le aree vicine alle foreste.

## Acquariofilia
Come altri Danio, D. roseus è comunemente allevato in acquario, dove si riproduce; è adatto agli acquari di comunità.

## Conservazione
Questa specie è classificata come "a rischio minimo" (LC) dalla lista rossa IUCN perché non sono note particolari minacce; le popolazioni necessitano comunque di essere monitorate in quanto il degrado dell'habitat potrebbe rappresentare una minaccia in futuro.